# Horea-Aufstand in Siebenbürgen 1784
Der Horea-Aufstand (auch: Aufstand von Horea, Cloșca und Crișan) war eine Erhebung leibeigener rumänischer Bauern in Siebenbürgen Ende 1784. Er erregte zu seiner Zeit – wenige Jahre vor Ausbruch der Französischen Revolution – Aufsehen in ganz Europa.

## Hintergrund

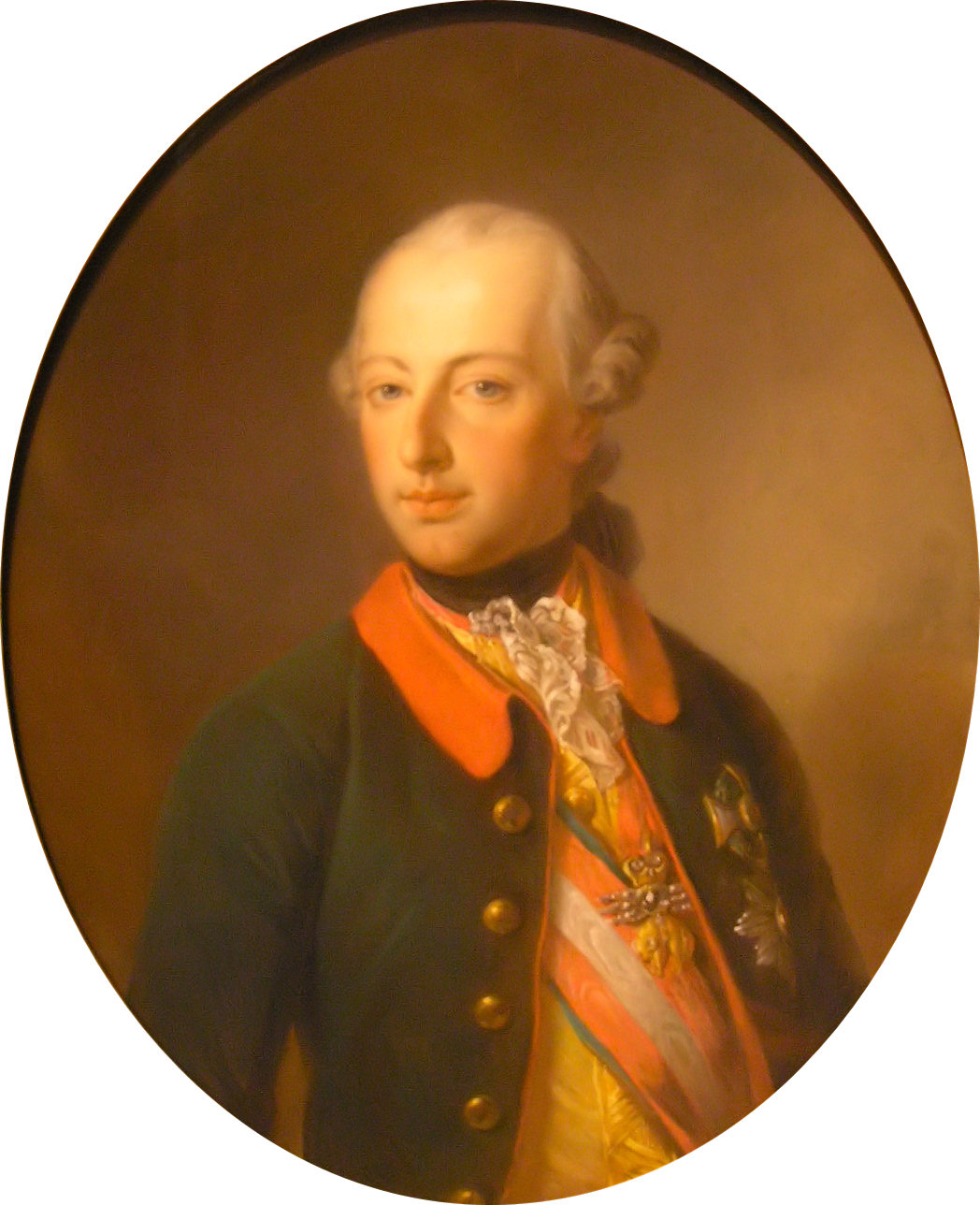
Joseph II.

Siebenbürgen gehörte zur Zeit des Aufstandes bereits seit knapp 100 Jahren zur Habsburgermonarchie. Diese versuchte, von Wien aus einen möglichst einheitlich verwalteten Staat zu schaffen. In Siebenbürgen jedoch konnten die traditionell privilegierten drei Stände (ungarischer Adel, Szekler und Siebenbürger Sachsen) ihre Vorrechte zunächst noch bewahren, während den Rumänen (damals meist Walachen genannt) – die damals bereits die absolute Bevölkerungsmehrheit in Siebenbürgen stellten – durch das ständische System jedwede politische Mitwirkung und zumeist auch Chancen zur wirtschaftlichen Entwicklung verwehrt waren. Der größte Teil der Rumänen arbeitete als Leibeigene für den ungarischen Adel, andere als „Geduldete“ auf den Gebieten der Siebenbürger Sachsen (Königsboden) und der Szekler.
Der habsburgische Kaiser Joseph II., der 1780 seine Ämter als König von Ungarn und Großfürst von Siebenbürgen angetreten hatte, versuchte, seinen Staat politisch und wirtschaftlich rasch zu modernisieren („Josephinismus“). In den ersten Regierungsjahren erklärte Joseph die siebenbürgischen „Nationen“ – d. h. die drei privilegierten Stände – und deren Selbstverwaltung für aufgelöst. Das Toleranzpatent von 1781 erlaubte den orthodoxen rumänischen Gläubigen die Ausübung ihrer Religion.
1783 machte sich Joseph auf einer Reise durch Siebenbürgen selbst ein Bild von der Lage im Land. Er erhielt insbesondere von Rumänen zahlreiche Bittschriften. Diese baten um das Recht, sich auf Sachsen- und Szeklerboden niederlassen zu dürfen, und vor allem um eine Minderung der Last der Frondienste und Abgaben gegenüber den ungarischen Grundherren auf Komitatsboden. Joseph II. stellte den rumänischen Bauern eine baldige Besserung ihrer Lage in Aussicht. Konkrete Zusagen gab es zunächst jedoch nicht.

## Zunehmende Unruhe

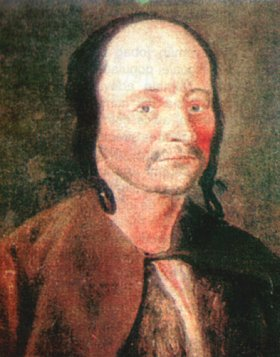
Horea

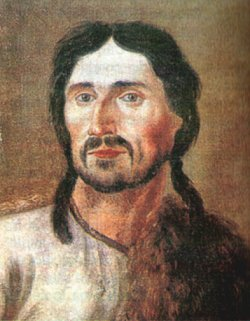
Cloșca

In dieser Situation kam es 1783 auf einem staatlichen Gut in Kleinschlatten zu Auseinandersetzungen, in deren Folge ein dort angestellter rumänischer Bauer namens Vasile Ursu Nicola (genannt Horea, Horia, Hora oder auch Horra) ins Apuseni-Gebirge flüchten musste. Horea war ein ehemals leibeigener Bauer, dem es gelungen war, sich freizukaufen. Er war Zimmermann; der Bau mehrerer Holzkirchen in Siebenbürgen, unter anderem der von Cizer, wird ihm zugeschrieben. Horea soll bereits seit 1779 in Wien wiederholt zu Audienzen bei Kaiser Joseph II. gewesen sein und dort die Anliegen der rumänischen Leibeigenen vorgetragen haben. Einigen zeitgenössischen Berichten zufolge war Horea nach seiner Flucht erneut in Wien bei Joseph und kehrte anschließend ins Apuseni-Gebirge zurück.
Im Sommer 1784 veranlasste Joseph II. eine Militär-Konskription. Horea und sein Mitstreiter Cloșca (mit bürgerlichem Namen Ion Oargă) ließen unter den leibeigenen Bauern die Information verbreiten, dass jeder, der sich zum Militärdienst melde, von der Leibeigenschaft frei werde und eigenes Land bekomme. Dies war nicht von vornherein unglaubhaft, weil wenige Jahre zuvor bei einer Reform der Militärgrenze in Siebenbürgen mit den dort wohnenden Rumänen ähnlich verfahren worden war. Zahlreiche rumänische Bauern verließen deshalb ihre Grundherren ohne deren Erlaubnis und suchten die Einberufungsämter in Hötzing und Alba Iulia (deutsch Karlsburg, ungarisch Gyulafehérvár) auf. Die irritierte, desorganisierte siebenbürgische Verwaltung unter dem Gubernator Samuel von Brukenthal vermochte es nicht, das Gerücht rasch aus der Welt zu schaffen. Schließlich wurden die Bauern jedoch enttäuscht und mussten zurück auf die Landgüter ihrer Grundherren. Brukenthal seinerseits nahm an, dass wegen des nahenden Winters kein organisierter Widerstand seitens der Leibeigenen zu erwarten sei.
In dieser Situation verkündete am 28. Oktober 1784 Cloșca in Tannenhof einen angeblichen Befehl des Kaisers, die rumänischen Leibeigenen zu bewaffnen. Die Zuhörer sollten sich am 31. Oktober an der Kirche von Mesteacăn einfinden, um weitere Weisungen entgegenzunehmen. Dort versammelten sich zum angegebenen Termin etwa 400–500 Rumänen. Cloșca führte dabei aus, dass Horea einen Befehl vom Kaiser habe, nach Alba Iulia zu ziehen, sich dort bewaffnen zu lassen und Ungarn zu ermorden, da diese die Bauern nicht aus der Leibeigenschaft entlassen wollen.

## Ausbreitung des Aufstandes
Zu einem ersten Zusammenstoß kam es bereits am 1. November in Curechiu. Dort traten zwei Komitatsbeamte mit einigen Soldaten den Bauern entgegen und nahmen die Anführer einschließlich Horea fest. Die Gefangenen wurden jedoch von der Menge der Bauern befreit, die beiden Beamten erschlagen, mehrere Soldaten misshandelt. Der Marsch nach Alba Iulia wurde aufgegeben; von diesem Moment an verlegten sich die Bauern aufs Plündern und Brandschatzen der Herrenhäuser ungarischer Adliger. Erstes Ziel war Crișcior; dort töteten die Aufständischen 13 Angehörige der dortigen Adelsfamilie und alle anderen Ungarn, derer sie habhaft werden konnten.
Von nun an dehnte sich der Aufstand innerhalb weniger Tage rasch über die Komitate Zaránd, Hunyad und Unterweißenburg aus. Somit fand die Erhebung ausschließlich in den Regionen statt, in denen Adlige die Grundherrschaft ausübten; die Gebiete der Siebenbürger Sachsen und der Szekler waren nicht betroffen. In ihren Verlautbarungen betonten die Anführer der Bauern, dass sich diese als „kaiserliche Soldaten“ betrachteten und ihre Aktionen sich ausschließlich gegen die ungarischen Adligen richteten; Angriffe auf Einrichtungen der kaiserlichen Armee oder der staatlichen Verwaltung wurden vermieden.
Am 4. November wurden das Schloss Brănișca niedergebrannt und in den kommenden Tagen zahlreiche weitere Herrenhöfe zerstört und ausgeplündert. Die Adligen der betroffenen Regionen flohen nach Hermannstadt sowie in die Burgen von Deva und Hunedoara. Einige von ihnen entgingen dem Tod, indem sie sich bereit erklärten, ihr Land unter den Bauern zu verteilen und zum griechisch-orthodoxen Glauben zu konvertieren.
Insbesondere für die Anfangszeit des Aufstandes gibt es zum Teil widersprüchliche Angaben über die Abläufe, besonders hinsichtlich der handelnden Personen. So wird in zeitgenössischen Berichten des Öfteren eine Person namens „Salis“ als (Mit-)Anführer des Aufstandes erwähnt. Über deren Existenz und Rolle ist sich die historische Forschung bis heute nicht einig. In einem Teil der Schilderungen wird sie  als ehemaliger preußischer und/oder österreichischer Offizier dargestellt, der als militärischer Hauptberater Horeas diente. Demnach habe sich dieser „Salis“ nach den einträglichen Plünderungen der ersten Tage der Erhebung mit einem erheblichen Teil der Beute von den aufständischen Bauern abgesetzt mit der Behauptung, im Osmanischen Reich Waffen kaufen zu wollen, sei dann aber nie wieder aufgetaucht. Andere Quellen behaupten, bei „Salis“ handele es sich um einen russischen Agenten oder Spion, dessen Ziel es gewesen sei, entweder Unruhe zu stiften oder rumänische Bauern als Siedler für die Krim abzuwerben. Wieder andere Autoren halten es für wahrscheinlich, dass „Salis“ zeitgleich zum Bauernaufstand wegen Verfehlungen in der österreichischen Armee oder wegen seiner Abwerbeversuche steckbrieflich gesucht und nur irrtümlich mit der Erhebung in Verbindung gebracht worden ist.
Begünstigt wurde die Verwirrung durch eine ineffiziente Kommunikation in der siebenbürgischen Verwaltung. So korrespondierten der siebenbürgische Gubernator Brukenthal und die Militärkommission unter dem General Johann Franz Freiherr von Preiss trotz der dringlichen Situation tagelang auf gewohnte Weise schriftlich miteinander, obwohl beide Dienststellen in Hermannstadt ansässig und nur wenige Gehminuten voneinander entfernt waren. Beide (sowohl Brukenthal als auch Preiss) schickten ihre häufig einander widersprechenden Einschätzungen zur Situation getrennt an Joseph II. in Wien. Dieser musste noch am 13. Dezember in einem Brief beide Stellen anweisen, sich direkt miteinander auszutauschen und gemeinsam verfasste Berichte nach Wien zu senden. Noch im November enthob Joseph den 80-jährigen Preiss seines Amtes und ersetzte ihn durch General Domenik Tomiotti de Fabris, der allerdings erst am 13. Dezember in Hermannstadt eintraf.
Die Militäroperationen der habsburgischen Armee zur Niederschlagung des Aufstandes begannen offiziell am 3. November; am 5. November wurden Truppen aus dem Banat und Ungarn hinzugezogen. Das Militär verhielt sich jedoch zunächst sehr passiv; auch waren die Truppen zahlenmäßig anfangs wohl nicht in der Lage, die versprengten Gruppen der Aufständischen zu überblicken und unter Kontrolle zu halten, was die Aufständischen im Glauben bestärkt haben mag, im Auftrag oder zumindest mit Duldung Josephs II. zu handeln. Insgesamt sollen sich etwa 15.000 Bauern an den gewaltsamen Auseinandersetzungen beteiligt haben.
Am 8. November kam es zu einer persönlichen Verhandlung zwischen Horea und einem Offizier der kaiserlichen Truppen, einem Oberstleutnant Schulz. Horea stellte Bedingungen, bei deren Erfüllung er die Erhebung zu beenden versprach: eine Generalamnestie für die Aufständischen, eine unparteiische Untersuchung der Situation der Leibeigenen, sowie eine Minderung der Frondienste. Schulz sagte zu, diese Forderungen weiterzuleiten. Bis dahin wollte sich Horea weiterer Aktionen enthalten. Allerdings fuhr ein großer Teil der Bauern mit den Plünderungen fort. Am 11. November stellte Horea, der inzwischen die Burg Deva belagerte, den dorthin geflohenen Adligen ein Ultimatum, das Land unter den Bauern zu verteilen.
Die Zurückhaltung der Armee veranlasste die ungarischen Adligen, selbst gegen die Aufständischen aktiv zu werden. Sie sammelten angesichts des zwischenzeitlich vollständigen Zusammenbruchs der staatlichen Autorität in eigener Initiative Söldnertruppen, die aktiv gegen die Bauern vorgingen und ohne entsprechende Gerichtsurteile zahlreiche Hinrichtungen ausführten. Es kam auf beiden Seiten zu zahlreichen Grausamkeiten, sowohl durch Ausschreitungen der Aufständischen als auch durch Strafmaßnahmen der ungarischen Grundherren.
Der rumänischstämmige Arzt und Humanist Ioan Piuariu-Molnar nahm im Auftrag des Kaisers mit den Aufständischen Verhandlungen auf. Auch auf anderen Ebenen wurde versucht, die Bauern zur Aufgabe zu bewegen, so durch verschiedene Offiziere oder kirchliche Würdenträger, z. B. den orthodoxen Bischof Ghedeon Nichitici.

## Niederschlagung

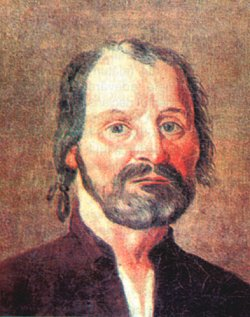
Crișan

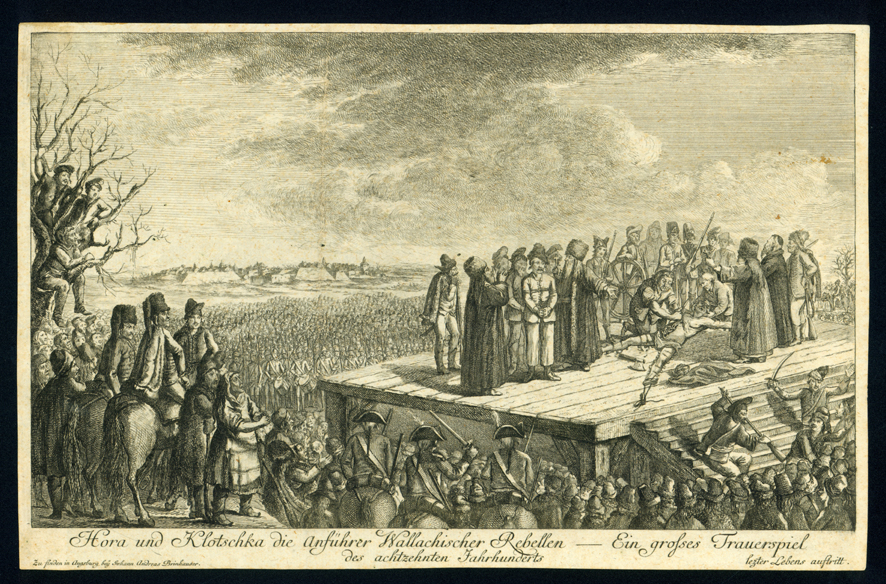
Hinrichtung von Horea und Cloșca

Am 15. November – der entsprechende Befehl ging zwei Tage später in Siebenbürgen ein – erlaubte Joseph II. dem siebenbürgischen Gouvernator Samuel von Brukenthal, standrechtlich gegen die Aufständischen vorzugehen, wobei er gleichzeitig zur zurückhaltenden Anwendung dieser Maßnahme mahnte. Zudem setzte er 300 Dukaten Kopfgeld auf die Ergreifung von Horea aus. Schon drei Tage später nahm Joseph jedoch den Standrechts-Befehl wieder zurück in der Hoffnung, die Situation nicht weiter zu verschärfen. Auch forderte Joseph ausdrücklich, bei den Strafmaßnahmen zwischen den „wahren Schuldigen“ und jenen zu unterscheiden, die sich „nur aus Furcht, Zwang oder Blendung“ am Aufstand beteiligt hatten.
In dieser Zeit begannen die habsburgischen Militäreinheiten, aktiv gegen die Aufrührer vorzugehen, so dass die staatliche Ordnung innerhalb kurzer Zeit wiederhergestellt war. Allerdings kam es nur zu wenigen bedeutsamen Kämpfen zwischen dem Militär und den Bauern, weil viele Aufständische sich angesichts der militärischen Übermacht freiwillig ergaben oder die angebotene Amnestie in Anspruch nahmen und in ihre Heimatdörfer zurückkehrten. Das wurde ihnen von Horea ausdrücklich gestattet. Dieser zog sich mit wenigen Vertrauten ins Apuseni-Gebirge zurück.
Am 27. Dezember 1784 wurden Horea und Cloșca infolge eines Verrats in einem gebirgigen Waldgebiet westlich von Dealul Calului (heute Poiana Horea) verhaftet (Ort der Festnahme ⊙) und nach Alba Iulia gebracht. Der dritte Hauptanführer der Bauern – Crișan (mit bürgerlichem Namen Gheorghe Crișan oder Marcu Giurgiu) – wurde am 30. Januar 1785 festgenommen.
Die Bestrafung der Aufrührer geschah nach den genauen Anweisungen Joseph II.: Mehr als 660 von ihnen kamen vor Gericht. Über 300 Bauern, die glaubhaft machen konnten, sich dem Aufstand nicht freiwillig angeschlossen zu haben und die keiner schweren Verbrechen bezichtigt wurden, ließ man frei. Etwa 180 Teilnehmer am Aufstand, die geplündert hatten, wurden körperlich gezüchtigt und anschließend freigelassen. 120 Personen verurteilte man wegen eines Schwerstverbrechens; 37 von ihnen erhielten die Todesstrafe, die übrigen Gefängnisstrafen. Bis auf Horea, Cloșca und Crișan wurden jedoch alle zum Tode Verurteilten von Joseph II. begnadigt. Crișan gelang es am 13. Februar 1785, in Erwartung der grausamen Vollstreckung der Todesstrafe im Gefängnis Selbstmord zu verüben. Horea und Cloșca wurden am 28. Februar 1785 in Alba Iulia vor einer zusammengetriebenen Menge von 2500 rumänischen Bauern aus 400 Dörfern gerädert und gevierteilt. Ihre Körperteile stellte man zur Abschreckung an verschiedenen Orten öffentlich zur Schau.
Der Aufstand forderte bis zu tausend Todesopfer, besonders auf Seiten der Bauern, aber auch 150 Adlige wurden umgebracht. 62 Dörfer und 132 Gutshöfe sollen zerstört worden sein.

## Nachwirkungen
Joseph II. setzte nach Niederschlagung des Aufstandes eine Untersuchungskommission ein, die den Ursachen der Erhebung nachgehen sollte. Die Kommission kam zu dem Schluss, dass die Ereignisse vor allem in der Härte begründet waren, mit der die (meist ungarischen) Grundherren ihre Leibeigenen behandelten. Zudem wurde das Versagen lokaler Behörden bei der Anwendung und Durchsetzung bestehender Verordnungen und Gesetze kritisiert. Auf Seiten der rumänischen Bauern machte man eine mangelnde „moralische und religiöse Erziehung“ aus. Die Kommission empfahl die rasche Verabschiedung und Durchsetzung eines Urbars, in dem das Verhältnis zwischen Grundherren und Hörigen geregelt werden sollte. Zudem wurde ein System angeregt, nach dem staatlich gestützte rumänische Schulen entstehen und ein orthodoxes Priesterseminar zugelassen werden sollten. Joseph begann umgehend, diese Empfehlungen umzusetzen. Am 22. August 1785 wurde die Leibeigenschaft aufgehoben und den rumänischen Bauern die Freizügigkeit gestattet. Mangels finanzieller Mittel waren jedoch bei der Entwicklung des Schulsystems und bei der Priesterausbildung geringere Fortschritte zu verzeichnen.
Die bisher privilegierten Stände Siebenbürgens mochten sich mit der Beschneidung ihrer bisherigen Rechte nicht abfinden und intervenierten immer wieder bei Joseph II., was 1787 Samuel von Brukenthal schließlich sein Amt kostete. Letztlich musste Joseph allerdings teilweise nachgeben: Am 28. Januar 1790 – wenige Wochen vor seinem Tod – erließ er das Restitutionsedikt: Fast alle Reformen seiner Regierungszeit wurden widerrufen; die Aufhebung der Leibeigenschaft und das Toleranzpatent blieben jedoch unangetastet. Dadurch besserte sich die rechtliche Situation der Rumänen auch dauerhaft. Von der politischen Beteiligung waren sie jedoch weiter ausgeschlossen; auch verblieben sie als meist landlose Bauern in wirtschaftlicher Abhängigkeit von den privilegierten Ständen.
Der Aufstand belastete auch auf längere Sicht die Beziehungen zwischen der Zentralregierung in Wien einerseits und den Ungarn innerhalb der Habsburgermonarchie (besonders in Siebenbürgen) andererseits. Unter den Ungarn hielt sich der Eindruck, Joseph II. habe den Aufstand befördert und militärisch nur zögerlich bekämpft, um den ungarischen Adel nachhaltig zu schwächen und so bessere Voraussetzungen für seine Reformen zu erlangen.

## Bewertung
Unter Historikern wird seit dem 19. Jahrhundert diskutiert, inwieweit der Horea-Aufstand als Ausdruck des rumänischen Nationalbewusstseins zu verstehen ist. Die meisten Forscher sind der Meinung, dass die Erhebung einen deutlichen rumänisch-nationalen Aspekt hatte. Vereinzelt waren zwar ungarische und siebenbürgisch-sächsische Hörige am Aufstand beteiligt; im Wesentlichen handelte es sich aber um eine Auseinandersetzung zwischen rumänischen Leibeigenen und ungarischen Grundherren. Auf der anderen Seite hielt sich die rumänische intellektuelle Elite, die Träger des sich herausbildenden rumänischen Nationalbewusstseins war, vom Aufstand fern. Samuil Micu-Klein, ein Vertreter der Siebenbürgischen Schule, verurteilte ihn scharf.
Insbesondere zu Zeiten der Herrschaft der Rumänischen Kommunistischen Partei wurden die Bauern als Kämpfer für eine Vereinigung Siebenbürgens mit den Donaufürstentümern betrachtet. Zudem behauptete die nationalkommunistische rumänische Geschichtsschreibung mit dem ideologischen Konstrukt des nicht erst seit der der Ceaușescu-Ära für die rumänische Geschichtsschreibung typischen Protochronismus, dass der Aufstand sogar ein Vorläufer der Französischen Revolution gewesen sei. Diese Deutungen sind nach allen älteren Quellen und neueren Forschungen kaum haltbar und wäre zur damaligen Zeit auch fern jeder Realität gewesen.

## Gedenken und künstlerische Verarbeitung
In Rumänien gelten die Anführer des Aufstandes als Nationalhelden. Ihrer wird im Land auf verschiedene Weise gedacht. Zahlreiche Dörfer tragen die Namen Horea (oder Horia), Cloșca und Crișan. Unter anderem wurden die Geburtsorte von Horea (Arada) und Crișan (Vaca) umbenannt. In mehreren Städten befinden sich Denkmäler – unter anderem in Cluj-Napoca und in Turda –, in mehreren Dörfern des Apuseni-Gebirges Museen zum Thema. 1935 wurde in Cluj die Oper „Horia“ des rumänischen Komponisten Nicolae Bretan uraufgeführt, sie fand aber keine Resonanz. 1984 produzierte Mircea Mureșan über das Ereignis den Film „Horea“.